# Matías Zepeda
Matías Andrés Zepeda Flores (Sotaquí, 21 de abril de 2004) es un futbolista chileno que juega como mediocampista en Coquimbo Unido de la Primera División de Chile.

## Trayectoria
Oriundo de Sotaquí, Matías Zepeda debutó en el primer equipo de Coquimbo Unido el 6 de julio de 2024, en la victoria por 4-0 contra Cobresal por Copa Chile.
Anotó su primer gol como profesional el 2 de febrero de 2025, en el empate 1-1 contra Deportes La Serena, en el marco del Clásico de la Región de Coquimbo. Firmó contrato con Coquimbo Unido dos días después, el 4 de febrero de 2025. 

## Clubes
| Club           | País  | Año           |
| -------------- | ----- | ------------- |
| Coquimbo Unido | Chile | 2024-presente |